# Kelta Liga
A Kelta Liga (angolul Celtic League, skótul An Comann Eadar-Cheilteach, írül An Conradh Ceilteach, manxiul Yn Commeeys Celtiagh, walesiül Yr Undeb Celtaidd, bretonul Ar Kevre Keltiek és korniul An Kesunyans Keltek) egy politikai és kulturális szervezet a mai kelta országokban illetve területeken (Írországban, Skóciában, Walesben, Cornwallban, a Man-szigeten és Bretagne-ban). 
A jelenlegi Kelta Liga különböző pánkelta szervezetek összeolvadásával jött létre. 1961-ben a walesi Nemzeti Eisteddfodon Wrexhamban Gwynfor Evans and J. E. Jones, akik akkoriban a walesi Plaid Cymru párt elnöke és alelnöke voltak, alapította meg a szervezetet. A skót pártok is érdeklődtek az ügy iránt, valamint két breton képviselő, Yann Fouéré és Alan Heusaff bekapcsolódott a szervezkedésbe.

## Vezetői
A nemzetiséget a név után a következő rövidítések jelölik:
B - breton, C - cornwalli, I -ír, M - man-szigeti, S - skót, W - walesi

### Főtitkárai
Alan Heusaff†: (1961-1984), B→I
Bernard Moffat: (1984-1988), M
Davyth Fear: (1988-1990), C
Séamas Ó Coileáin†: (1990-1991), I
Bernard Moffat: (1991-2006), M
Rhisiart Tal-e-bot: (2006-tól), W

## Külső hivatkozások
- A Kelta Liga honlapja
- Kelta Liga, amerikai ág
- Kelta Liga, nemzetközi ág Archiválva 2006. augusztus 31-i dátummal a Wayback Machine-ben
- Kelta Liga, skót ág